# 张晓阳
张晓阳（1950年—），河南镇平人，汉族，中华人民共和国政治人物、第十二届全国人民代表大会河南地区代表。
毕业于河南大学经济管理专业。加入中国共产党。担任河南天冠集团董事长。2008年起担任全国人大代表。2013年，担任全国人大代表。